# 188
| 188                |
| ------------------ |
| Dødsfald - Fødsler |
|                    |

| Gregoriansk kalender | 188 CLXXXVIII           |
| Ab urbe condita      | 941                     |
| Armensk kalender     | I/T                     |
| Kinesiske kalender   | 2884 – 2885 丁卯 – 戊辰 |
| Etiopisk kalender    | 180 – 181               |
| Jødisk kalender      | 3948 – 3949             |
| Hindukalendere       |                         |
| - Vikram Samvat      | 243 – 244               |
| - Shaka Samvat       | 110 – 111               |
| - Kali Yuga          | 3289 – 3290             |
| Iransk kalender      | 434 BP – 433 BP         |
| Islamisk kalender    | 448 BH – 447 BH         |

Se også 188 (tal)

## Født
- 4. april – Caracalla, romersk kejser